# Prado (Melgaço)
Prado é uma povoação portuguesa do Município de Melgaço que foi sede da extinta Freguesia de Prado, freguesia que tinha 2,61 km² de área e 452 habitantes (2011), e, por isso, uma densidade populacional de 173,2 hab./km².
A Freguesia de Prado foi extinta (agregada) pela reorganização administrativa de 2012/2013, tendo o seu território sido agregado ao da Freguesia de Remoães para criar a União de Freguesias de Prado e Remoães.

## População
| População da freguesia de Prado | População da freguesia de Prado | População da freguesia de Prado | População da freguesia de Prado | População da freguesia de Prado | População da freguesia de Prado | População da freguesia de Prado | População da freguesia de Prado | População da freguesia de Prado | População da freguesia de Prado | População da freguesia de Prado | População da freguesia de Prado | População da freguesia de Prado | População da freguesia de Prado | População da freguesia de Prado |
| ------------------------------- | ------------------------------- | ------------------------------- | ------------------------------- | ------------------------------- | ------------------------------- | ------------------------------- | ------------------------------- | ------------------------------- | ------------------------------- | ------------------------------- | ------------------------------- | ------------------------------- | ------------------------------- | ------------------------------- |
| 1864                            | 1878                            | 1890                            | 1900                            | 1911                            | 1920                            | 1930                            | 1940                            | 1950                            | 1960                            | 1970                            | 1981                            | 1991                            | 2001                            | 2011                            |
| 483                             | 531                             | 499                             | 535                             | 542                             | 558                             | 602                             | 612                             | 592                             | 621                             | 605                             | 583                             | 538                             | 468                             | 452                             |

| Distribuição da População por Grupos Etários | Distribuição da População por Grupos Etários | Distribuição da População por Grupos Etários | Distribuição da População por Grupos Etários | Distribuição da População por Grupos Etários | Distribuição da População por Grupos Etários | Distribuição da População por Grupos Etários | Distribuição da População por Grupos Etários | Distribuição da População por Grupos Etários | Distribuição da População por Grupos Etários |
| -------------------------------------------- | -------------------------------------------- | -------------------------------------------- | -------------------------------------------- | -------------------------------------------- | -------------------------------------------- | -------------------------------------------- | -------------------------------------------- | -------------------------------------------- | -------------------------------------------- |
| Ano                                          | 0-14 Anos                                    | 15-24 Anos                                   | 25-64 Anos                                   | > 65 Anos                                    |                                              | 0-14 Anos                                    | 15-24 Anos                                   | 25-64 Anos                                   | > 65 Anos                                    |
| 2001                                         | 44                                           | 64                                           | 235                                          | 125                                          |                                              | 9,4%                                         | 13,7%                                        | 50,2%                                        | 26,7%                                        |
| 2011                                         | 42                                           | 34                                           | 227                                          | 149                                          |                                              | 9,3%                                         | 7,5%                                         | 50,2%                                        | 33,0%                                        |